# Wieża Klesza w Braniewie
Wieża Klesza (niem. Pfaffenturm) – XIV-wieczna wieża w północno-zachodnim narożu dawnego Starego Miasta w Braniewie, stanowiąca element wewnętrznego muru obronnego. Od 1565 Wieża Klesza wchodziła w skład kompleksu Collegium Hosianum, współcześnie jest zarządzana przez Muzeum Ziemi Braniewskiej.

## Historia

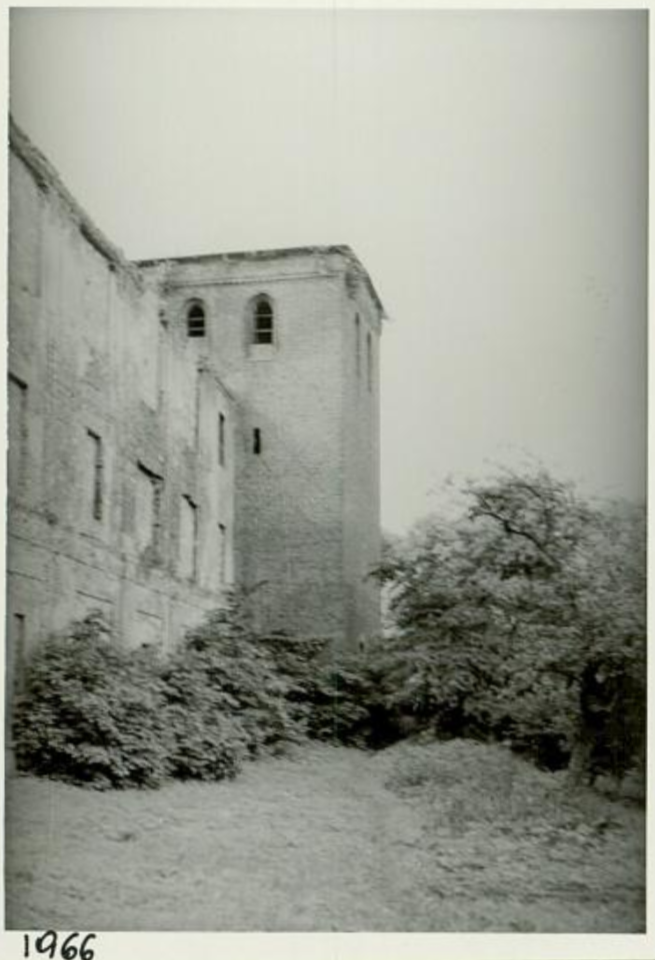
Wieża Klesza, 1966

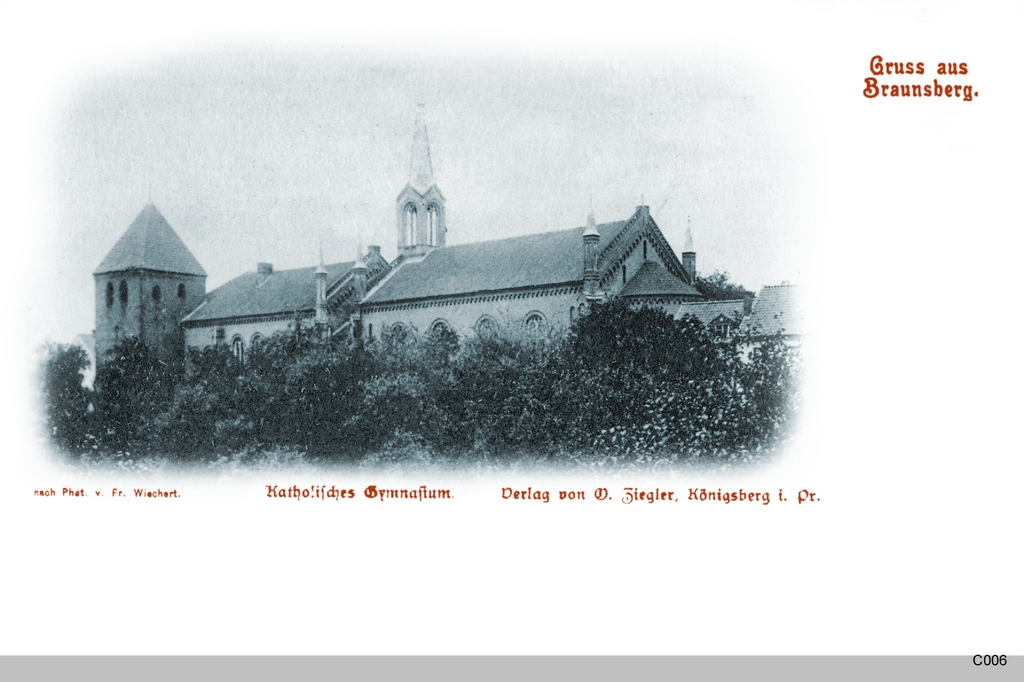
Wieża Klesza po lewej, na pierwszym planie niezachowany kościół gimnazjalny

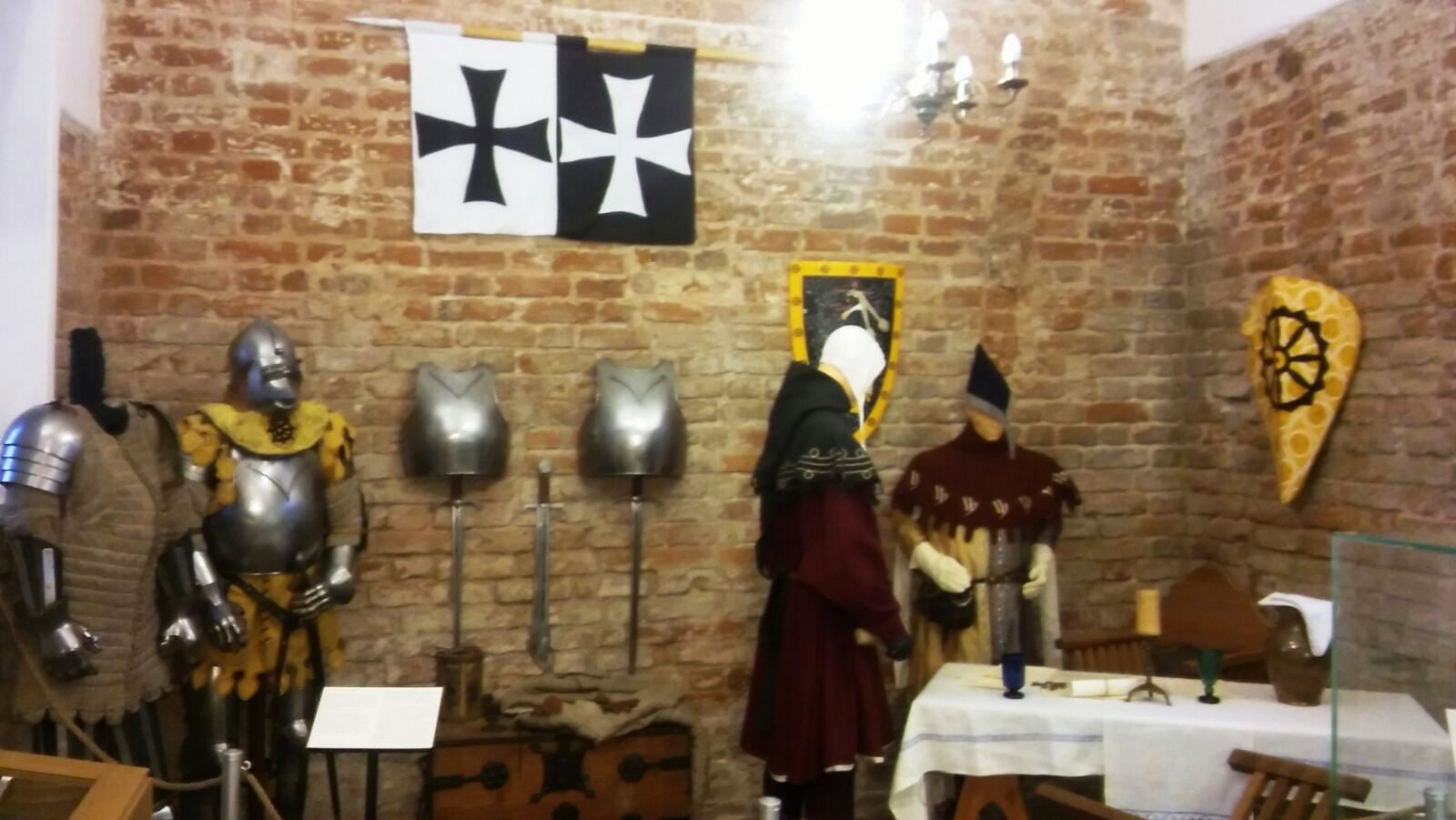
Obecnie Wieżę Kleszą użytkuje Muzeum Ziemi Braniewskiej. Wystawa na parterze „W przededniu wielkiej wojny 1409–1410”

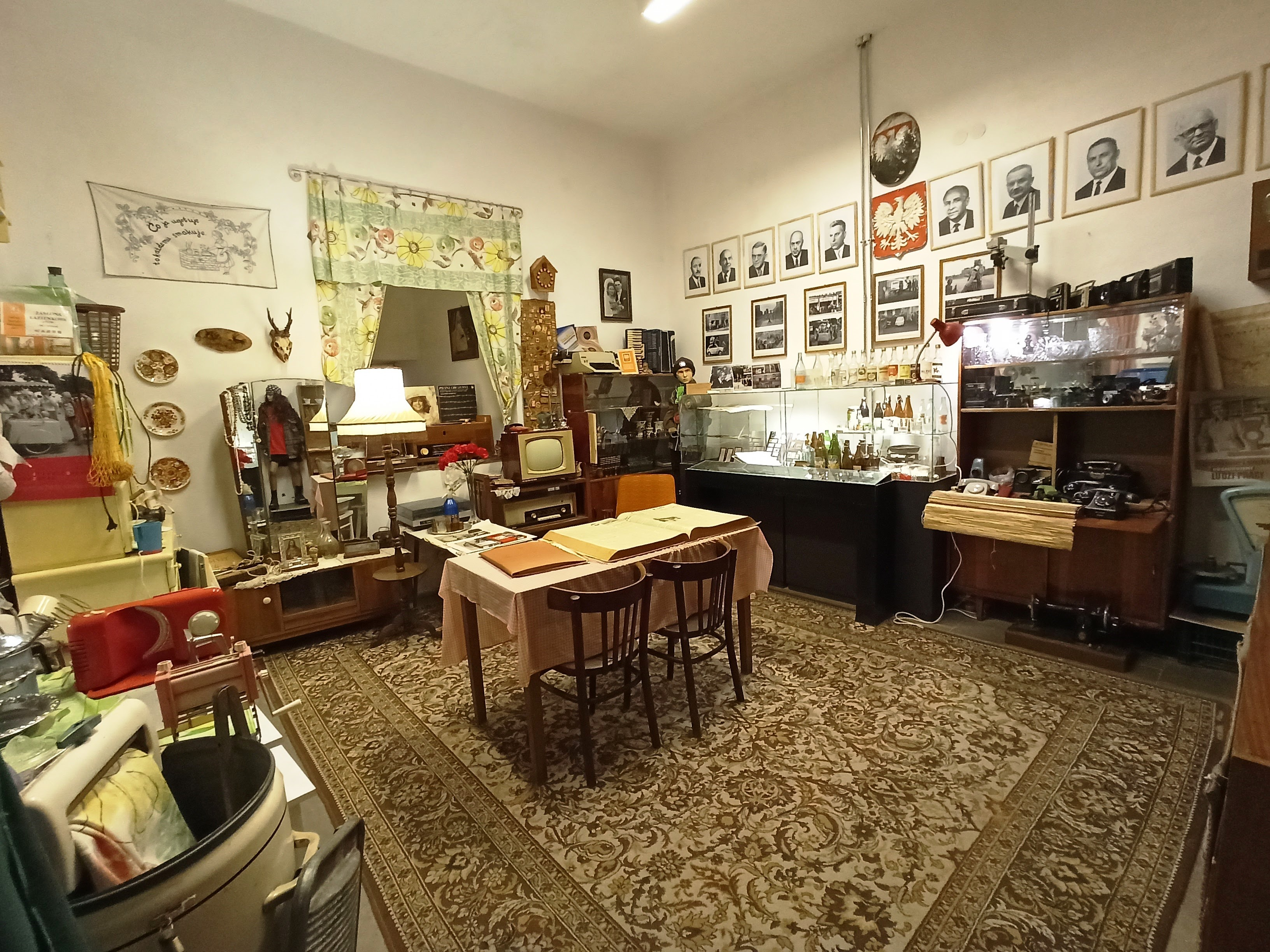
I piętro Wieży Kleszej – sala „Żyliśmy w PRL”

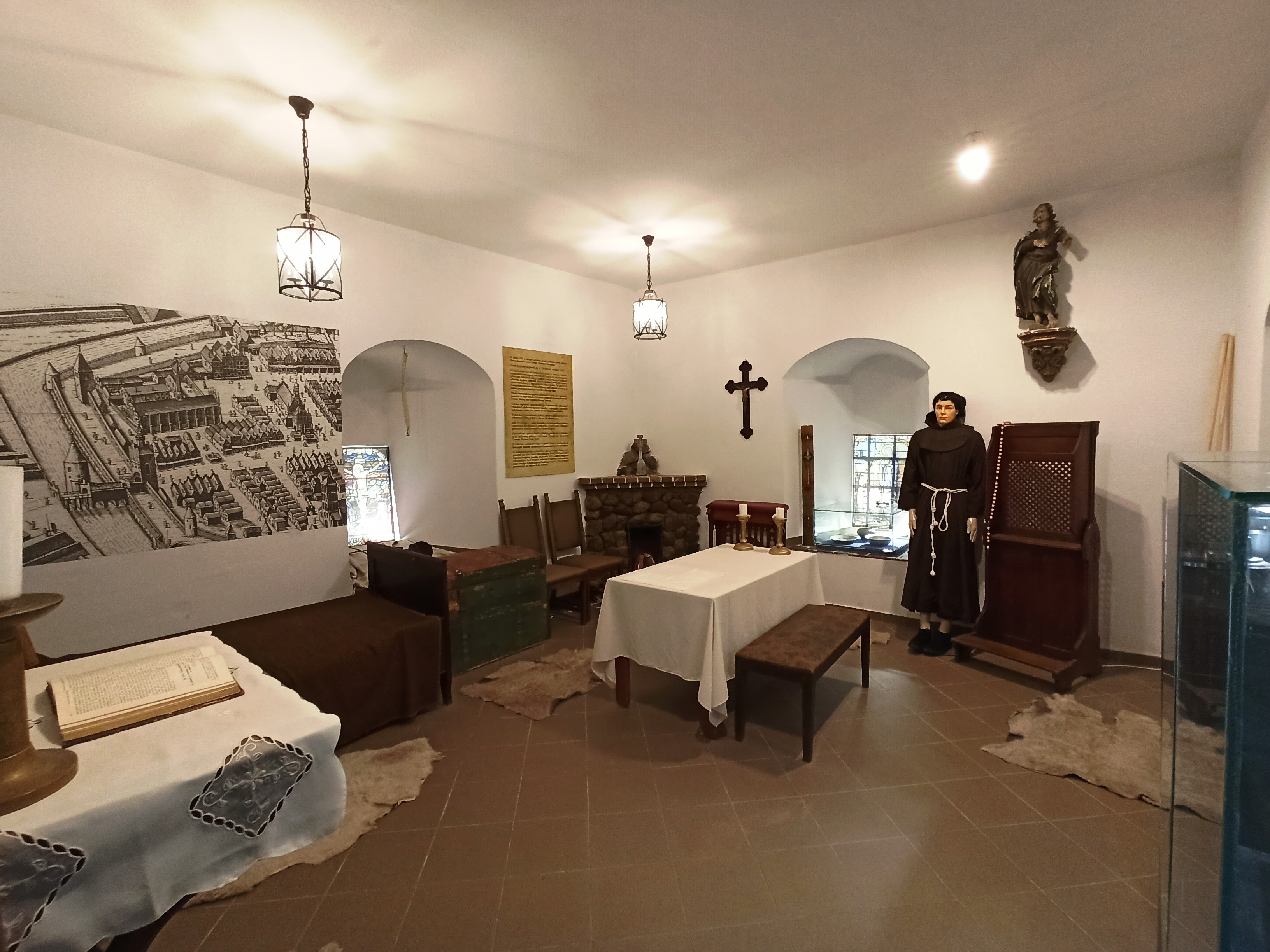
II piętro Wieży Kleszej – cela franciszkańska

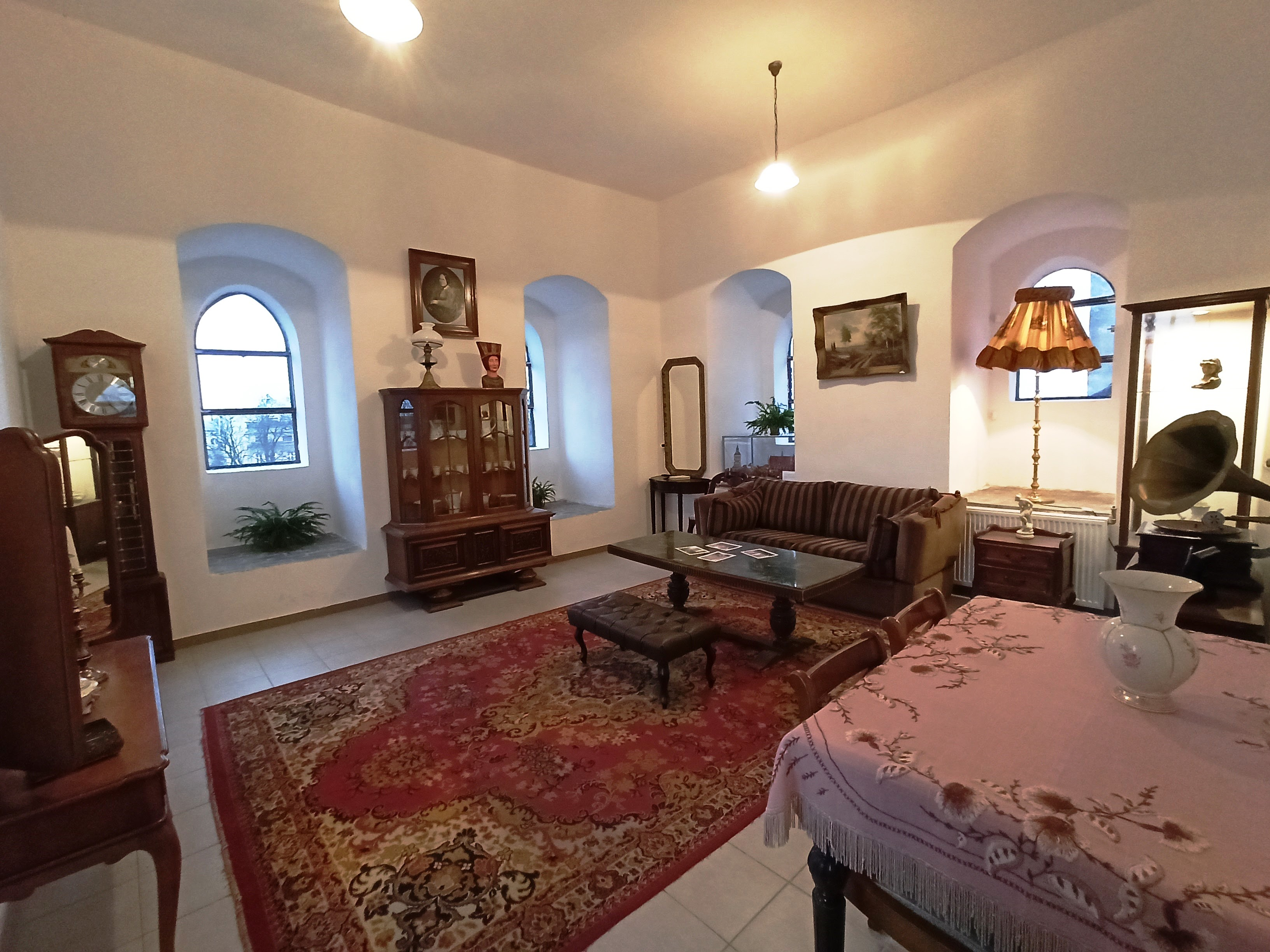
III piętro Wieży Kleszej – pokój mieszczański (eklektyzm)

Wieża Klesza wybudowana została w I połowie XIV wieku jako wieża obronna i stanowiła element wewnętrznego muru obronnego. Wieża wybudowana na planie kwadratu ze schodami kręconymi w grubości ściany południowej. Zbudowana została z cegły i udekorowana charakterystyczną zendrówką (cegłą wypalaną na czarno) ułożoną w romby. Wieża była początkowo 3-kondygnacyjna i wchodziła w kompleks klasztoru franciszkanów. W roku 1500 w ramach modernizacji murów nastąpiło podwyższenie wieży o czwartą kondygnację, wieża otrzymała również profilowane okna ostrołukowe.
Wieża Klesza była istotnym elementem fortyfikacji Braniewa i razem z innymi obiektami niejednokrotnie stanowiła o skutecznej obronie podczas oblegania miasta, m.in. podczas wojny trzynastoletniej w 1455 przez Krzyżaków, a w 1461 i 1462 przez wojska polskie, czy podczas wojny popiej w 1478, gdy miasto oblegane było znów przez Polaków.
W 1565 kardynał Stanisław Hozjusz sprowadził do Braniewie jezuitów, którzy przejęli pofranciszkański klasztor wraz z narożnikową Wieżą Kleszą. 21 sierpnia 1565 decyzją warmińskiego synodu diecezjalnego powstało tu pierwsze seminarium duchowne na ziemiach polskich (Collegium Hosianum), jako skutek realizacji uchwał soboru trydenckiego. Wieża Klesza, razem z całym klasztorem, wchodzi w jego skład.
Po kasacie zakonu jezuitów w 1780 Wieża Klesza jako integralna część kompleksu uczelni wchodzi w skład utworzonego Gimnazjum Akademickiego, a od 1818 Liceum Hosianum. Piwnica wieży służyła przez pewien czas za więzienie: w XIX w. widoczne były wyryte na jej ścianach nazwiska więźniów. Wieloletni wykładowca i rektor Liceum Hosianum prof. Joseph Bender (1815–1893) w nieopublikowanym rękopisie spisał wyryte nazwiska, zakładając, że należały do przebywających tam uwięzionych.
W 1834 wykonano okna oraz elewację z gzymsem wieńczącym, a także przebito wejście na parterze od północno-wschodniej strony do gimnazjum. W tym samym roku rozpoczęło działalność w wieży obserwatorium astronomiczno-meteorologiczne, którego pomysłodawcą był wybitny nauczyciel Hosianum prof. Wawrzyniec Feldt (1796–1882). Obserwatorium to funkcjonowało zaledwie przez 15 lat, ale zdążyło się trwale zapisać w historii astronomii. 7 lutego 1835 Feldt stwierdził podczas prowadzonych tu obserwacji wpływ Słońca na magnetyzm Ziemi. Mimo obietnic niezbędnych środków ze strony królewskiego ministerstwa władze pruskie nie wsparły projektu profesora Feldta. Namiastka obserwatorium funkcjonowała do 1849 i w tym samym roku Wieża Klesza została zwrócona miastu.
W 1851 wieża omal nie uległa unicestwieniu. Magistrat zaproponował sprzedaż dwóch zrujnowanych obiektów: Wieży Kleszej i Wieży Byczej, a radni miejscy wyrazili zgodę, z zastrzeżeniem że materiał pozyskany z rozbiórki Wieży Kleszej ma być przeznaczony na budowę kościoła gimnazjalnego. Wówczas jednak na drodze stanął miejski inspektor budowlany August Bertram i jego ekspertyza stanu wieży, w której nie uznał on wieży jako zrujnowanej, a przeciwnie – nadającej się do remontu. Ostatecznie w 1853 rząd przyznał rację Bertramowi zakazując magistratowi rozbiórki i nakazując jej naprawę. Magistrat w 1857 ponownie przyznał wieżę gimnazjum, ponieważ została uwzględniona w projekcie mającej powstać auli i kościoła gimnazjalnego. W 1858 wieża stała się ponownie własnością gimnazjum i od tej pory utrzymywana była w dobrym stanie technicznym. W latach 1861–1863 zbudowano przy wieży kościół gimnazjalny, który początkowo nie był połączony z wieżą i budynkiem głównym. Jednak jeszcze przed ukończeniem budowy kościoła zaczęto już planowanie dostawienie auli pomiędzy kościołem a budynkiem gimnazjum i Wieżą Kleszą. Już wiosną 1867 rozpoczęła się budowa auli, by 22 marca 1869, w dniu urodzin króla Wilhelma I Hohenzollerna, aula połączyła kościół z Wieżą oraz głównym skrzydłem szkoły.
Z kolei od roku 1908 wieża została przebudowana z przeznaczeniem na szkolne archiwum. Kolejna przebudowa kompleksu w latach 1931–1934 nadała mu kształt podkowy, ale jednocześnie zatarła jego zabytkowy charakter i całkowicie zasłoniła Wieżę Kleszą od strony dziedzińca.
Podczas bombardowań wojsk Armii Czerwonej Braniewa w lutym 1945 wieża, jak wiele innych budynków w mieście, została uszkodzona, zniszczony został m.in. dach. Jednak przetrwała ona powojenne rozbiórki, które w latach 50. objęły staromiejskie budynki Braniewa, rozebrano jednak sąsiedni gmach kościoła gimnazjalnego z aulą. Nieremontowana wieża stała i niszczała aż do roku 1972, gdy została odrestaurowana oraz otrzymała ceramiczny dach namiotowy. Odbudowana została również większa część z kompleksu Hosianum, przy czym na miejscu rozebranego kościoła gimnazjalnego i auli powstał przylegający do wieży budynek internatu z płyty betonowej, który współcześnie nie jest użytkowany. Przez pewien czas Wieża Klesza wchodziła w skład Zespołu Szkół Zawodowych w Braniewie, przez który była częściowo wykorzystywana do celów edukacyjnych. Później stała nieużytkowana. Współcześnie pozostaje wydzierżawiona przez powstałe w 2016 Muzeum Ziemi Braniewskiej prowadzone przez Towarzystwo Miłośników Braniewa(do 2025 roku). W latach 2016–2019 została staraniem TMB odremontowana i zaadaptowana na cele muzealne.
Stowarzyszenie po przejęciu Wieży Kleszej uprzątnęło i odnowiło wszystkie cztery kondygnacje budowli. Wymalowano ściany, położono posadzkę, zamontowano poręcze przy schodach, zainstalowano w wieży instalację elektryczną i oświetlenie, doprowadzono centralne ogrzewanie na wszystkie kondygnacje, dzięki czemu zabezpieczono wieżę przed wilgocią i niszczeniem.

Od 2019 roku w Wieży Kleszej znajdują się następujące ekspozycje muzealne: parter – Sala rycerska – „w przededniu wielkiej wojny 1409-1410”, I piętro – Sala „Żyliśmy w PRL”, II piętro – cela franciszkańska i III piętro – pokój mieszczański (eklektyzm).